# Licania buxifolia
Licania buxifolia är en tvåhjärtbladig växtart som beskrevs av Noel Yvri Sandwith. Licania buxifolia ingår i släktet Licania och familjen Chrysobalanaceae. Inga underarter finns listade i Catalogue of Life.